# Croton santolinus
Croton santolinus är en törelväxtart som beskrevs av Henri Ernest Baillon. Croton santolinus ingår i släktet Croton och familjen törelväxter. Inga underarter finns listade i Catalogue of Life.